# NHL (1943/1944)
Sezon NHL 1943-1944 był 27. sezonem ligi NHL. Sześć zespołów rozegrało po 50 meczów w sezonie zasadniczym. Puchar Stanleya zdobyła drużyna Montreal Canadiens

## Sezon zasadniczy
M = Mecze, W = Wygrane, P = Przegrane, R = Remisy, PKT = Punkty, GZ = Gole Zdobyte, GS = Gole Stracone, KwM = Kary w minutach
| Drużyna             | M  | W  | P  | R | PKT | GZ  | GS  | KwM |
| ------------------- | -- | -- | -- | - | --- | --- | --- | --- |
| Montreal Canadiens  | 50 | 38 | 5  | 7 | 83  | 234 | 109 | 557 |
| Detroit Red Wings   | 50 | 26 | 18 | 6 | 58  | 214 | 177 | 374 |
| Toronto Maple Leafs | 50 | 23 | 23 | 4 | 50  | 214 | 174 | 303 |
| Chicago Black Hawks | 50 | 22 | 23 | 5 | 49  | 178 | 187 | 240 |
| Boston Bruins       | 50 | 19 | 26 | 5 | 43  | 223 | 268 | 207 |
| New York Rangers    | 50 | 6  | 39 | 5 | 17  | 162 | 310 | 253 |

### Najlepsi strzelcy
| Zawodnik      | Drużyna             | Mecze | Bramki | Asysty | Punkty | Minuty karne |
| ------------- | ------------------- | ----- | ------ | ------ | ------ | ------------ |
| Herb Cain     | Boston Bruins       | 48    | 36     | 46     | 82     | 4            |
| Doug Bentley  | Chicago Black Hawks | 50    | 38     | 39     | 77     | 22           |
| Lorne Carr    | Toronto Maple Leafs | 50    | 36     | 38     | 74     | 9            |
| Carl Liscombe | Detroit Red Wings   | 50    | 36     | 37     | 73     | 17           |
| Elmer Lach    | Montreal Canadiens  | 48    | 24     | 48     | 72     | 23           |

## Playoffs
| Montreal Canadiens – Toronto Maple Leafs                   | Montreal Canadiens – Toronto Maple Leafs | Montreal Canadiens – Toronto Maple Leafs | Montreal Canadiens – Toronto Maple Leafs | Montreal Canadiens – Toronto Maple Leafs | Montreal Canadiens – Toronto Maple Leafs |
| Data                                                       | Wyjazd                                   | Wyjazd                                   | Dom                                      | Dom                                      |                                          |
| ---------------------------------------------------------- | ---------------------------------------- | ---------------------------------------- | ---------------------------------------- | ---------------------------------------- | ---------------------------------------- |
| 21 marca                                                   | Toronto                                  | 3                                        | 1                                        | Montreal                                 |                                          |
| 23 marca                                                   | Toronto                                  | 1                                        | 5                                        | Montreal                                 |                                          |
| 25 marca                                                   | Montreal                                 | 2                                        | 1                                        | Toronto                                  |                                          |
| 28 marca                                                   | Montreal                                 | 4                                        | 1                                        | Toronto                                  |                                          |
| 30 marca                                                   | Toronto                                  | 0                                        | 11                                       | Montreal                                 |                                          |
| Montreal wygrał 4:1 i awansował do finału Pucharu Stanleya |                                          |                                          |                                          |                                          |                                          |

| Detroit Red Wings – Chicago Blackhawks                      | Detroit Red Wings – Chicago Blackhawks | Detroit Red Wings – Chicago Blackhawks | Detroit Red Wings – Chicago Blackhawks | Detroit Red Wings – Chicago Blackhawks | Detroit Red Wings – Chicago Blackhawks |
| Data                                                        | Wyjazd                                 | Wyjazd                                 | Dom                                    | Dom                                    |                                        |
| ----------------------------------------------------------- | -------------------------------------- | -------------------------------------- | -------------------------------------- | -------------------------------------- | -------------------------------------- |
| 21 marca                                                    | Chicago                                | 2                                      | 1                                      | Detroit                                |                                        |
| 23 marca                                                    | Chicago                                | 1                                      | 4                                      | Detroit                                |                                        |
| 25 marca                                                    | Detroit                                | 0                                      | 2                                      | Chicago                                |                                        |
| 27 marca                                                    | Detroit                                | 1                                      | 7                                      | Chicago                                |                                        |
| 30 marca                                                    | Chicago 5                              | 2 Detroit                              |                                        |                                        |                                        |
| Chicago wygrało 4:1 i awansowało do finału Pucharu Stanleya |                                        |                                        |                                        |                                        |                                        |

### Finał Pucharu Stanleya
| Montreal Canadiens – Chicago Blackhawks      | Montreal Canadiens – Chicago Blackhawks | Montreal Canadiens – Chicago Blackhawks | Montreal Canadiens – Chicago Blackhawks | Montreal Canadiens – Chicago Blackhawks | Montreal Canadiens – Chicago Blackhawks | Montreal Canadiens – Chicago Blackhawks |
| Data                                         | Wyjazd                                  | Wyjazd                                  | Dom                                     | Dom                                     |                                         |                                         |
| -------------------------------------------- | --------------------------------------- | --------------------------------------- | --------------------------------------- | --------------------------------------- | --------------------------------------- | --------------------------------------- |
| 4 kwietnia                                   | Chicago                                 | 1                                       | 5                                       | Montreal                                |                                         |                                         |
| 6 kwietnia                                   | Montreal                                | 3                                       | 1                                       | Chicago                                 |                                         |                                         |
| 9 kwietnia                                   | Montreal                                | 3                                       | 2                                       | Chicago                                 |                                         |                                         |
| 13 kwietnia                                  | Chicago                                 | 4                                       | 5                                       | Montreal                                | Po dogrywce                             |                                         |
| Montreal wygrał 4:0 i zdobył Puchar Stanleya |                                         |                                         |                                         |                                         |                                         |                                         |

## Nagrody
| Calder Memorial Trophy:    | Gus Bodnar, Toronto Maple Leafs |
| Hart Memorial Trophy:      | Babe Pratt, Toronto Maple Leafs |
| Lady Byng Memorial Trophy: | Clint Smith, Chicago Blackhawks |
| Vezina Trophy:             | Bill Durnan, Montreal Canadiens |